# MAN G90
MAN G90 — среднетоннажный грузовой автомобиль, выпускавшийся компанией MAN в период с 1979 по 1993 год.

## Первое поколение
В 1979 году MAN начал кооперацию с фирмой Volkswagen по изготовлению грузовых автомобилей среднего класса, получивших марку MAN-VW с кабиной от Volkswagen LT первого поколения. В первую серию входили пять базовых моделей грузоподъёмностью от 2,7 до приблизительно 6,5 тонн с новой кабиной над двигателями MAN серии "D02". Шасси для них проектировали и собирали на Volkswagen. С 1985 года их выпускали на бывшем заводе Bussing в Зальцгиттере, что заметно сократило долю участия Volkswagen в реализации сделки.

## Второе поколение
Представленное в 1987 году второе поколение "G90" также включало в себя пять моделей с новым 6-цилиндровым мотором серии "D08". Через несколько лет Volkswagen прервал кооперацию с MAN, а продукт их совместной разработки стал базой нового поколения L2000.
| Модель | Объём     | Диаметр цил. × ход поршня | Модель двигателя | Мощность                           |
| ------ | --------- | ------------------------- | ---------------- | ---------------------------------- |
| Р4:    |           |                           |                  |                                    |
| 8.090  | 3,791 см³ | 102 × 116 мм              | MAN D0224        | 66 кВ (90 л. с.) при 3000 об/мин   |
| 8.100  | 4,397 см³ | 108 × 120 мм              | MAN D0824        | 74 кВ (100 л. с.) при 3000 об/мин  |
| Р6:    |           |                           |                  |                                    |
| 8.136  | 5,687 см³ | 102 × 116 мм              | MAN D0226        | 100 кВ (136 л. с.) при 3000 об/мин |
| 8.150  | 6,595 см³ | 108 × 120 мм              | MAN D0826        | 110 кВ (150 л. с.) при 3000 об/мин |